# Stephanie Kellner
Stephanie Kellner (* 8. August 1975 in München) ist eine deutsche Schauspielerin, Synchronsprecherin sowie Sprecherin von Hörspielen und Hörbüchern.

## Leben
Bereits zu Schulzeiten begann Stephanie Kellner, in Fernsehserien zu spielen. So spielte sie 1983 in der ZDF-Serie Nesthäkchen die Rolle der Mia. Bekannt wurde sie vor allem durch die Rolle der Nadine Voss in der ARD-Serie Marienhof, die sie zwischen 1993 und 1998 spielte.
Neben Rollen in TV-Produktionen (unter anderem spricht sie Nami in dem japanischen Anime One Piece) spielt sie auch Theater, so 2006 die Catherine in Pia Hänggis Inszenierung von Plötzlich letzten Sommer und 2003 die Ev in der bayrischen Fassung von Der zerbrochne Krug (Heinrich von Kleist – inszeniert von Michael Lerchenberg mit Jörg Hube als Dorfrichter Adam).
Sie lebt in einer festen Beziehung und hat zwei Söhne.

## Filmografie (Auswahl)
- 1983: Nesthäkchen (Fernsehserie, 1 Episode)
- 1984: Annas Mutter
- 1986: Anderland (Fernsehserie, 1 Episode)
- 1987: Hatschipuh
- 1989: Meister Eder und sein Pumuckl (Fernsehserie, 2 Episoden)
- 1989/2002: Aktenzeichen XY ungelöst (2 Episoden)
- 1990: Die glückliche Familie (Fernsehserie)
- 1995–1998: Marienhof (Fernsehserie, 85 Episoden)
- 2004: Utta Danella (Fernsehserie, 2 Episoden)
- 2006: Medicopter 117 (Fernsehserie, 1 Episode)
- 2006: Rosamunde Pilcher: Sommer des Erwachens
- 2006: Die Rosenheim-Cops – Die verschwundene Leiche (Fernsehserie)
- 2006: Inga Lindström: Wolken über Sommarholm (Fernsehreihe)
- 2006: Agathe kann’s nicht lassen (Fernsehserie, 1 Episode)
- 2006–2008: Liebe, Babys und … (Fernsehserie, 2 Episoden)
- 2008–2009: Dahoam is Dahoam (Fernsehserie, 10 Episoden)
- 2008: Tintenherz (Synchronisation Resa)
- 2008: Alarm für Cobra 11 (Fernsehserie, 1 Episode)
- 2009: Rosamunde Pilcher: Gezeiten der Liebe
- 2010: Inga Lindström: Mein falscher Verlobter (Fernsehreihe)
- 2010: Kreuzfahrt ins Glück: Hochzeitsreise nach Korfu (Fernsehserie)
- 2011–2012: Der Staatsanwalt (Fernsehserie, 4 Episoden)
- 2011: SOKO Kitzbühel (Fernsehserie, 1 Episode)
- 2012: Sturm der Liebe (Fernsehserie, 4 Episoden)
- 2014: Die Chefin: Tod eines Lehrers (Fernsehserie)
- 2014: Der Alte: Der Tote im Acker (Fernsehserie)
- 2015: Kurzzeithelden (Kurzfilm)

## Synchronsprecherin (Auswahl)
Akemi Okamura als Nami
- 2003–2010, seit 2014: One Piece (Animeserie)
- 2010: One Piece – Der Film
- 2011: One Piece – Abenteuer auf der Spiralinsel!
- 2011: One Piece: Jackos Tanz Festival (Kurzfilm)
- 2011: One Piece – Chopper auf der Insel der seltsamen Tiere
- 2011: One Piece: Die Könige des Fußballs (Kurzfilm)
- 2011: One Piece – Das Dead End Rennen
- 2011: One Piece – Der Fluch des heiligen Schwerts
- 2011: One Piece – Baron Omatsuri und die geheimnisvolle Insel
- 2011: One Piece – Schloss Karakuris Metall-Soldaten
- 2012: One Piece – Abenteuer in Alabasta – Die Wüstenprinzessin
- 2012: One Piece: Chopper und das Wunder der Winterkirschblüte
- 2012: One Piece – Strong World
- 2013: One Piece Z
- 2016: One Piece: Episode of Ruffy – Abenteuer auf Hand Island
- 2016: One Piece: Episode of Nami – Die Tränen der Navigatorin
- 2016: One Piece Gold
- 2016: One Piece: Episode of Merry – Die Geschichte über ein ungewöhnliches Crewmitglied
- 2016: One Piece: Abenteuer auf Nebulandia
- 2017: One Piece: Episode of Sabo
- 2017: One Piece: 3D2Y – Überwinde Aces Tod!

Diane Kruger
- 2006: Klang der Stille als Anna Holtz
- 2007: Das Vermächtnis des geheimen Buches als Abigail Chase
- 2008: Ohne Schuld als Lisa
- 2010: Run for Her Life als Diane Stanton
- 2010: Barfuß auf Nacktschnecken als Clara
- 2010: Fringe – Grenzfälle des FBI (Fernsehserie, 1 Folge) als Miranda Green
- 2011: Unknown Identity als Gina
- 2012: Leb wohl, meine Königin! als Marie Antoinette
- 2012: Der Nächste, bitte! als Isabelle
- 2013: Maman und ich als Ingeborg
- 2013: Seelen als Die Sucherin / Lacey
- 2013–2014: The Bridge – America (Fernsehserie) als Detective Sonya Cross
- 2015: Der Bodyguard – Sein letzter Auftrag als Jessie
- 2015: Sky: Der Himmel in mir als Romy
- 2015: Väter und Töchter – Ein ganzes Leben als Elizabeth
- 2016: The Infiltrator als Kathy Ertz
- 2018: Willkommen in Marwen als Deja Thoris

Jessica Alba
- 2005: Fantastic Four als Susan Storm
- 2007: Awake als Sam Lockwood
- 2007: Fantastic Four: Rise of the Silver Surfer als Susan Storm
- 2008: The Eye als Sydney Wells
- 2008: Der Love Guru als Jane Bullar
- 2009: Das 10 Gebote Movie als Liz Anne Blazer
- 2010: The Killer Inside Me als Joyce Lakeland
- 2010: Machete als Sartana Rivera
- 2010: Meine Frau, unsere Kinder und ich als Andi Garcia
- 2010: Valentinstag als Morley Clarkson
- 2011: Spy Kids – Alle Zeit der Welt als Marissa Wilson
- 2013: Machete Kills als Sartana Rivera
- 2014: Stretch als Charlie
- 2015: Entourage als Jessica Alba
- 2016: Professor Love als Kate
- 2016: Dear Eleanor als Tante Daisy
- 2016: Der Kult als Maggie Price
- 2016: Mechanic: Resurrection als Gina
- 2017: El Camino Christmas als Beth Flowers

Nora-Jane Noone
- 2002: Die unbarmherzigen Schwestern als Bernadette
- 2010: Jack Taylor: Der Ex-Bulle als Kate Noonan
- 2011: Jack Taylor: Auge um Auge als Kate Noonan
- 2012: Jack Taylor: Königin der Schmerzen als Kate Noonan
- 2013: Jack Taylor: Das schweigende Kind als Kate Noonan
- 2013: Jack Taylor: Tag der Vergeltung als Kate Noonan

Raven-Symoné Pearman als Klara
- 2008: Tinkerbell
- 2009: Tinkerbell – Die Suche nach dem verlorenen Schatz
- 2010: Tinkerbell – Ein Sommer voller Abenteuer
- 2012: Die großen Feenspiele
- 2012: Das Geheimnis der Feenflügel
- 2014: Tinkerbell und die Legende vom Nimmerbiest

Rachael Leigh Cook
- 1998: Strike – Mädchen an die Macht! als Abby Sawyer
- 2003: 11:14 als Cheri

Zooey Deschanel
- 2000: Almost Famous – Fast berühmt als Anita Miller
- 2002: Jede Menge Ärger als Jenny Herk

Marley Shelton
- 2001: Sugar & Spice als Diane Weston
- 2011: Scream 4 als Deputy Judy Hicks

Midori „Kaori“ Kawana
- 2003: Pokémon 6 – Jirachi: Wishmaker als Maike
- 2004: Pokémon 7 – Destiny Deoxys als Maike

A. J. Cook
- 2003: Final Destination 2 als Kimberly Corman
- 2005: Tru Calling – Schicksal reloaded! (Fernsehserie) als Lindsay Walker

Katie Cassidy
- 2011: Melrose Place (Fernsehserie) als Ella Simms
- 2013–2020: Arrow (Fernsehserie) als Dinah „Laurel“ Lance

Jennifer Lawrence
- 2012: Silver Linings als Tiffany
- 2013: American Hustle als Rosalyn Rosenfeld

### Filme
- 1998: Monument Ave. – Famke Janssen als Katy
- 1999: The Virgin Suicides – Kirsten Dunst als Lux Lisbon
- 2001: Pokémon 4 – Die zeitlose Begegnung – Mami Koyama als Towa (Jung)
- 2001: Heartbreakers – Achtung: Scharfe Kurven! – Jennifer Love Hewitt als Page Conners
- 2001: Ein Kuss mit Folgen – Christina Applegate als Kate
- 2002: Abandon – Ein mörderisches Spiel – Katie Holmes als Katie Burke
- 2003: Bulletproof Monk – Der kugelsichere Mönch – Jaime King als Jade
- 2003: Freaky Friday – Ein voll verrückter Freitag – Julie Gonzalo als Stacey Hinkhouse
- 2003: The I Inside – Im Auge des Todes – Piper Perabo als Anne
- 2004: Olga – Fernanda Montenegro als Leocardia
- 2004: Mathilde – Eine große Liebe – Audrey Tautou als Mathilde
- 2006: Hollow Man 2 – Laura Regan als Maggie
- 2006: Open Water 2 – Ali Hillis als Lauren
- 2006: Crank – Amy Smart als Eve Lydon
- 2009: Triangle – Die Angst kommt in Wellen – Melissa George als Jess
- 2011: Freundschaft Plus – Natalie Portman als Emma
- 2016: Phantastische Tierwesen und wo sie zu finden sind – Carmen Ejogo als Seraphina Picquery
- 2018: Maquia – Eine unsterbliche Liebesgeschichte – Ai Kayano als Leylia

### Serien
- 1995–1998: Sailor Moon – Shino Kakinuma als Naru Osaka
- 1998: Sailor Moon – Kumiko Watanabe als JunJun
- 2004: Sonic X – Sanae Kobayashi als Chris Thorndyke
- 2006: Summerland Beach – Taylor Cole als Erika Spalding
- 2008–2009: Criminal Intent – Verbrechen im Visier – Alicia Witt als Det. Nola Falacci
- 2008–2009: Law & Order – Milena Govich als Detective Nina Cassady
- 2009: 90210 – Shannen Doherty als Brenda Walsh
- seit 2009: Family Guy – Drew Barrymore als Jillian Russell
- 2010–2014: Drop Dead Diva – Brooke Elliott als Jane Bingum
- 2013–2014: Once Upon a Time – Es war einmal … – Sonequa Martin-Green als Tamara
- 2014–2019: Jane the Virgin – Yara Martinez als Dr. Luisa Alver
- 2018: Violet Evergarden – Yurika Aizawa als Bridget
- seit 2023: One Piece (Live-Action-Serie) – Emily Rudd als Nami

## Hörspiele und Hörbücher (Auswahl)
- Christine Lehmann: Blutoper. Radio-Tatort/Hörspiel, SWR 2011.
- Sophie Jordan: Firelight:Brennender Kuss. Fantasy-Roman, Loewe-Verlag/Der Audio Verlag 2011, ISBN 978-3862310944.
- Sophie Jordan: Firelight:Flammende Träne. Fantasy-Roman, Loewe-Verlag 2012, ISBN 978-3862311941.
- Astrid Ruppert: Leuchtende Tage, Roman, USM Audio 2020.
- Astrid Ruppert: Wilde Jahre, Roman, USM Audio 2020.
- Laura Fröhlich: Die Frau fürs Leben ist nicht das Mädchen für alles! Was Eltern gewinnen, wenn sie den Mental Load teilen, Hörbuch-Download, Random House Audio, 2020, ISBN 978-3-8371-5409-2
- Mila Berg: Kleines Einhorn Funkelstern: Vorlesegeschichten aus dem Wunschwald, Arena Verlag (Audible 2021)